# Temporada de ciclones no Índico Norte de 2007
A temporada de ciclones no Oceano Índico norte de 2007 ou estação de ciclones no Oceano Índico de 2007 ou ainda época de ciclones no Oceano Índico de 2007 foi um evento do ciclo anual da formação de ciclones tropicais. Não há limites específicos para o começo ou o término da temporada de ciclones no Oceano Índico norte, mas os ciclones tendem a se formar entre Abril e Dezembro, com picos em Maio e Novembro. Estas datas delimitam convencionalmente o período de cada ano quando a maioria dos ciclones tropicais forma-se no Oceano Índico norte.
Convencionalmente, decidiu-se separar o Oceano Índico em diferentes áreas de monitoramento de ciclones tropicais. O objetivo deste artigo é detalhar os ciclones tropicais que se formam ao norte da linha do Equador, ou seja, detalhar os ciclones tropicais que se formaram na parte do Oceano Índico situada no Hemisfério norte, entre o Chifre da África e a Península da Malásia. Nesta área, há dois mares principais: o Mar Arábico a oeste do Subcontinente Indiano, abreviada pelo Departamento Meteorológico da Índia (DMI) como ARB; e a Baía de Bengala a leste do Subcontinente Indiano, abreviada pelo DMI como BOB.
O Centro Meteorológico Regional Especializado para esta bacia de formação de ciclones tropicais é o Departamento Meteorológico da Índia, mas o Joint Typhoon Warning Center emite avisos não-oficiais sobre sistemas que porventura ocorram nesta bacia. A escala de ciclones tropicais para esta bacia difere-se substancialmente da escala de furacões de Saffir-Simpson. Na média, entre 4 a 6 tempestades formam-se nesta região.
A depressão BOB 01 marcou o começo real da temporada, pois se formou no começo de maio na Baía de Bengala. A temporada também foi marcada pelo ciclone Gonu, que foi o ciclone tropical mais forte já registrado no Mar Arábico. O ciclone Yemyin e o Ciclone Sidr foram particularmente mortíferos. Apenas este último matou mais de 3.000 pessoas no Bangladesh. O ciclone Sidr também marcou o fim real da temporada, pois se formou em meados de Novembro.

## Tempestades
Sistemas que se formam nesta bacia são monitorados pelo Departamento Meteorológico da Índia, que utiliza um método próprio de classificação dos ciclones tropicais, que se difere da escala de furacões de Saffir-Simpson. A classificação é mostrada na tabela a direita.

### Depressão BOB 01
Uma perturbação tropical formou-se a leste da Península da Malásia em 26 de Abril. O sistema fortaleceu-se lentamente e em 1º de Maio, o Departamento Meteorológico da Tailândia (DMT) classificou a área de baixa pressão como uma depressão tropical ainda sobre o Golfo da Tailândia Deslocando-se para oeste, o sistema atingiu as áreas costeiras da província tailandesa de Chumphon e então emergiu no Mar de Andaman. O sistema fortaleceu-se ligeiramente e no final da noite de 3 de Maio, o Departamento Meteorológico da Índia (DMI) classificou o sistema como uma depressão tropical. Então, a depressão começou a se delocar para o norte e na manhã de 5 de Maio, ele atingiu a costa do Mianmar, mais exatamente no estado de Rakhine. O sistema enfraqueceu-se para uma área de baixa pressão remanescente pouco depois e o DMI emitiu seu último aviso.
O DMT emitiu avisos de chuvas fortes e enchentes de curta duração durante a passagem do sistema sobre o Istmo de Kra. Na província tailandesa de Ratchaburi, equipes de resposta a desastres prepararam-se para a evacuação de povoamentos em terrenos montanhosos em 3 de Maio. No dia seguinte, a província de Prachuap Khiri Khan foi declarada como área de desastre depois que terrenos baixos foram inundados; as águas chegaram a mais de um metro de altura. Na capital da província, Prachuap Khiri Khan, uma penitenciária foi inundada e todos os seus prisioneiros foram levados para Ratchaburi. Além do mais, o serviço de trens foi afetado, com porções das ferrovias alagadas, mas o serviço não foi interrompido. Na província de Surat Thani, deslizamentos de terra interromperam o tráfego de automóveis nem áreas municipais. Vários avisos de deslizamentos de terra foram emitidos para outras províncas. As províncias do noroeste tailandês também foram afetadas por chuvas fortes assim que o sistema atingiu a costa do Mianmar.

### Tempestade ciclônica Akash
Em 13 de Maio, o Departamento Meteorológico da Índia classificou um distúrbio tropical como uma depressão tropical sobre a porção centro-leste da Baía de Bengala. A perturbação tropical precursora formou-se em 10 de maio e continuou a se fortalecer gradualmente. O Joint Typhoon Warning Center emitiu um alerta de formação de ciclone tropical (AFCT) em 13 de Maio pouco antes do DMI classificá-lo como uma depressão tropical. No final daquele dia, o JTWC classificou a perturbação como um ciclone tropical, designando-o como 01B. No dia seguinte, o Departamento Meteorológico da Índia (DMI) classificou a depressão como uma depressão profunda e seis horas depois foi novamente classificado, agora como tempestade ciclônica, a primeira da temporada, nomeando-a de Akash. O ciclone Akash continuou a se fortalecer e o JTWC disse que o sistema tinha alcançado a força equivalente a um furacão de categoria 1 na escala de furacões de Saffir-Simpson ainda no mesmo dia. O ciclone atingiu a costa próxima a fronteira entre Bangladesh e Mianmar no começo da madrugada de 15 de Maio e se enfraqueceu rapidamente sobre terra.
Akash matou ao menos um pescador e deixou outros 100 desaparecidos. Áreas de cultivo foram destruídas e o fornecimento de eletricidade foi interrompida assim que Akash se aproximava da costa. Cerca de 80.000 pessoas tiveram que se refugiar em abrigos durante a passagem do ciclone. O porto em Chittagong, Bangladesh, foi fechado e todos os vôos com destino ou saída da cidade foram cancelados durante a passagem do ciclone.
As chuvas fortes causadas pelas bandas externas do ciclone Akash causaram a paralisação e o cancelamento de uma partida de críquete internacional entre as seleções da Índia e Bangladesh.

### Super tempestade ciclônica Gonu
Gonu formou-se de uma perturbação tropical persistente na porção leste do Mar Arábico em 1° de Junho. Com condições ambientais de altos níveis favoráveis e águas quentes, Gonu fortaleceu-se rapidamente e alcançou o seu pico de intensidade com ventos constantes (média máxima de 3 minutos) de 240 km/h em 3 de Junho, como tinha antecipado o Departamento Meteorológico da Índia (DMI). Gonu começou a se enfraquecer assim que encontrou águas frias e ar seco provenientes da Península Arábica. No final da noite de 5 de Junho, Gonu atingiu o extremo leste de Omã, tornando-se o ciclone tropical mais forte a atingir a Península Arábica. Gonu também foi o ciclone tropical mais forte já registrado no Mar Arábico desde que os registros começaram. Ciclone intensos como Gonu são extremamente raros no Mar Arábico, pois a maioria das tempestades formadas naquela região tende a ser fracos, pequenos e de curta duração.
O ciclone causou cerca de $4 bilhões de dólares americanos e 49 mortes em Omã. O governo de Omã considera que Gonu foi o pior desastre natural registrado na história do país. Gonu causou chuvas torrenciais na costa leste de Omã, alcançando o pico de 610 mm de precipitação acumulada. Após passar sobre Omã, Gonu emergiu no Golfo de Omã e posteriormente atingiu a costa do Irã. No país, o ciclone também causou chuvas torrenciais que causaram $215 milhões de dólares americanos e 23 mortes.

### Tempestade ciclônica Yemyin
Uma área de baixa pressão associada com um cavado de monção foi primeiramente detectado pelo Laboratório de Pesquisa Naval na Baía de Bengala em 17 de Junho. No começo da madrugada de 21 de Junho, o Departamento Meteorológico da Índia (DMI) classificou a área de baixa pressão como uma depressão tropical a 430 km a leste-sudoeste de Kakinada, Andhra Pradesh, Índia. Várias horas depois, o Joint Typhoon Warning Center (JTWC) emitiu um alerta de formação de ciclone tropical (AFCT) sobre o sistema. A depressão moveu-se rapidamente para oeste-noroeste em direção à costa norte de Andhra Pradesh. Uma alta subtropical ao norte do sistema se enfraqueceu, permitindo o enfraquecimento dos ventos de cisalhamento, que permitiu o fortalecimento da depressão. No final daquele dia, o DMI classificou o sistema como uma depressão profunda. Assim que as áreas de convecção profunda do sistema se organizaram, o JTWC emitiu seu primeiro aviso sobre o ciclone tropical 03B.
A depressão profunda atingiu a costa perto de Kakinada no começo da madrugada de 22 de Junho, horário local. O JTWC emitiu seu último aviso logo depois, assim que o sistema começou a interagir com terra e a ser afetada por ventos de cisalhamento. No dia seguinte, o DMI classificou o sistema como uma depressão enquanto a tempestade cruzava o Platô de Deccan Em 24 de Junho, o DMI e o JTWC emitiram seu último aviso sobre o sistema, apesar da tempestade ter atravessado a Índia e emergido no Mar Arábico. Durante a passagem do sistema sobre a Índia, 140 pessoas morreram. Assim que o sistema emergiu no Mar Arábico, o Departamento Meteorológico do Paquistão (DMP) alertou sobre a possibilidade de ventos e chuvas fortes para a costa, principalmente perto de Karachi ainda em 22 de Julho.
Assim que a circulação ciclônica de superfície do sistema emergiu no Mar Arábico, o DMI e o JTWC reiniciaram os avisos sobre o sistema.
O sistema começou a se fortalecer sobre as águas quentes do Mar Arábico e começou a se deslocar paralelamente à costa paquistanesa. O centro da depressão passou a 55 km/h da maior cidade do país, Karachi. Com condições favoráveis, a depressão se fortaleceu para depressão profunda naquele dia. Durante a madrugada de 26 de Junho, o sistema atingiu a costa sudeste do Paquistão, perto de Ormara, na província de Baluchistão. O sistema persistiu sobre terra como uma tempestade organizada, que resultou em chuvas fortes sobre boa parte do país. O sistema causou chuvas fortes sobre as províncias de Baluchistão, Sind e Província da Fronteira Noroeste, que causaram a morte de 720 pessoas. Os remanescentes da depressão alcançaram o Afeganistão, onde causou a morte de outras 80 pessoas.
O Departamento Meteorológico do Paquistão sempre se referiu o sistema como ciclone Yemyin, o nome seguinte na lista, depois de Gonu, embora o DMI nunca tenha referido o sistema como este nome. Entretanto, em análises pós-tempestade, o Departamento Meteorológico da Índia (DMI) classificou a depressão profunda como tempestade ciclônica e o nomeou de Yemyin.

### Depressão profunda BOB 04
Em 28 de Junho, uma perturbação tropical na Baía de Bengala que persistia como uma área de baixa pressão bem definida por dois dias ficou mais organizada. O Departamento Meteorológico da Índia (DMI) notou a formação de uma depressão por volta da meia-noite UTC a sudeste de Puri, Orissa, Índia. O DMI também declarou que o sistema iria se fortalecer para uma depressão profunda praticamente estacionário três horas depois. O Joint Typhoon Warning Center (JTWC) emitiu um alerta de formação de ciclone tropical (AFCT) pouco depois, notando que as observações da costa leste da Índia registraram quedas nas pressão atmosférica, que correspondia ao desenvolvimento do sistema. Além do mais, um anticiclone de altos níveis tinha se formado sobre a perturbação, que poderia manter condições favoráveis de ventos de cisalhamento. O JTWC começou a emitir avisos regulares no final daquele dia assim que a depressão deslocava-se para noroeste, em direção à costa de Orissa. A depressão atingiu a costa da Índia, perto de Puri (Índia)|Puri, no começo da madrugada de 29 de Junho. Então, o JTWC emitiu seu último aviso sobre o sistema no final daquele dia, assim que o sistema se deslocava sobre terra. No começo da madrugada de 30 de Junho, o DMI classificou a depressão profunda como depressão enquanto o sistema se localizava sobre Madhya Pradesh e Chhattisgarh, e então emitiu seu último aviso seis horas depois.
Por volta das 06:00 UTC de 28 de Junho, o Departamento Meteorológico do Paquistão (DMP) emitiu seu primeiro aviso observando os remanescentes do sistema. O PMD declarou que os remanescentes tinham a possibilidade de causar chuvas fortes isoladas com ventos fortes em Sindh, Baluchistão, Caxemira e Província da Fronteira Noroeste. Isto poderia piorar as condições em áreas que já tinham sido inundados pelo Ciclone Yemyin. Em seu quarto aviso, em 1º de Julho, o DMP alertou sobre a "alta possibilidade" o sistema mover-se para oeste em direção a porção sul da província de Sind (ao invés de mover-se para noroeste, como era inicialmente previsto) e se regenerar no Mar Arábico. os remanescentes do ciclone tropical 04B foram mencionados no Aviso Significativo de Tempo Tropical (ASTT) no começo da madrugada de 2 de Julho. Após cruzar o Platô de Deccan, as áreas de convecção estavam ao sudoeste do centro do sistema, no Mar Arábico, enquanto os centros múltiplos de superfície associados ao sistema ainda não tinham emergido no mar e estavam localizados na porção centro-oeste da Índia, a norte-nordeste de Bombaim. A área tinha divergências de altos-níveis favoráveis, mas estava sendo atingida por ventos de cisalhamento verticais. Logo depois, o centro da circulação ciclônica de superfície ficou totalmente exposta e o JTWC já não considerou o sistema como suspeito numa eventual regeneração, no final daquele dia.
Enquanto o sistema estava sobre o oeste da Índia, prestes a emergir no Mar Arábico, as áreas de convecção profunda associadas com os remanescentes da depressão trouxeram chuvas torrenciais para Maharashtra, causando a interrupção nos serviços de transporte devido às enchentes e aos ventos fortes. No Distrito de Amravati, a nordeste de Bombaim, foi severamente afetada pelas enchentes. No estado, pelo menos 43 pessoas morreram. Em Bombaim, a precipitação acumulada chegou a 243 mm. 14 pessoas morreram no estado de Gujarate e pessoas tiveram que ser retiradas. No Distrito de Bharuch, a precipitação acumulada chegou a 462 mm.

### Depressão profunda BOB 05
Em 1º de Julho, o Laboratório de Pesquisa Naval (LPN) começou a monitorar uma perturbação tropical que estava em fortalecimento na porção norte da Baía de Bengala. Uma área de baixa pressão e uma circulação ciclônica de superfície se formaram no sistema. Com isso, o Departamento Meteorológico da Índia (DMI) começou a emitir avisos regulares sobre o sistema. Neste momento, o sistema estava localizada a 150 km a sudeste de Calcutá, Bengala Ocidental, Índia, ao longo da costa do Bangladesh. O sistema foi descrito no Aviso Significativo de Tempo Tropical (ASTT) emitido pelo Joint Typhoon Warning Center (JTWC) no mesmo dia. O JTWC disse que a circulação ciclônica consolidada já estava sobre terra, no sudoeste do Bangladesh. No dia seguinte, em 5 de Julho, a depressão seguiu para noroeste para o estado indiano de Bengala Ocidental e o DMI classificou o sistema como uma depressão profunda. o sistema passou perto de Bankura no começo da madrugada de 6 de Julho, deslocando-se para oeste.
Assim que o sistema se enfraquecia sobre o norte de Chhattisgarh, o DMI classificou o sistema como uma simples depressão em 7 de Julho. O DMI parou de emitir avisos sobre a depressão em 8 de Julho assim que a depressão se enfraqueceu para uma área de baixa pressão remanescente sobre a parte central de Madhya Pradesh. Entretanto, no começo da manhã do dia seguinte, o sistema se fortaleceu e tornou-se novamente uma depressão perto de Puri, no norte de Madhya Pradesh e então o DMI voltou a emitir avisos sobre o sistema. Mais tarde, o DMI emitiu seu último aviso definitivo sobre o sistema.
A depressão causou chuvas torrenciais em Calcutá, matando 16 pessoas. Cerca de 20% da chuva esperada em toda a temporada de monções caiu em apenas 3 dias.

### Depressão profunda BOB 06
Em 5 de Agosto, uma área de baixa pressão que tinha persistido sobre a porção noroeste da Baía de Bengala tornou-se uma depressão tropical a cerca de 230 km ao sudeste de Balasore, Índia. A depressão formou-se logo depois que chuvas torrenciais causadas por monções tinham causado a morte de 200 pessoas na área. A depressão se fortaleceu lentamente e foi classificado como uma depressão profunda no final daquela noite, horário local, assim que se deslocava em direção a Orissa. A depressão profunda continuou a deslocar-se para oeste-noroeste e atingiu a costa de Orissa, ao norte de Paradip, no começo da madrugada do dia seguinte, perto de Cuttack.
Em 7 de Agosto, o Departamento Meteorológico do Paquistão (DMP) emitiu seu primeiro aviso mencionando a possibilidade do sistema atravessar a Índia e alcançar o Mar Arábico depois do sistema ter atravessado o estado indiano de Gujarate. Mais isto nunca ocorreu.

### Depressão BOB 07
Em 21 de Setembro, uma área de baixa pressão localizada a 230 km a sul-sudeste de Puri, Índia, foi declarada como uma depressão pelo DMI. No dia seguinte, a depressão atingiu a costa de Orissa com ventos constantes entre 45 a 55 km/h.

### Depressão BOB 08
No final de 27 de Outubro, uma perturbação tropical que estava localizado a 600 km a leste-sudeste de Chennai, Índia foi declarada como a depressão BOB 08/2007 pelo Departamento Meteorológico da Índia (DMI). A depressão se degenerou numa área de baixa pressão remanescente em no começo da madrugada de 29 de Outubro. A depressão causou chuvas torrenciais acompanhadas de ventos fortes em Chennai, causando a morte de 15 pessoas..

### Depressão profunda ARB 02
Em 27 de Outubro, uma perturbação tropical que se movia para oeste que tinha se formado a cerca de 1.635 km a leste do Cabo Guardafui, Somália foi classificado como a depressão ARB 02/2007 pelo DMI. No dia seguinte, o Joint Typhoon Warning Center (JTWC) classificou a perturbação como o ciclone tropical 05A. Logo depois, o DMI classificou a depressão como uma depressão profunda. A tendência de fortalecimento da depressão profunda parou e o sistema começou a se enfraquecer, se degenerando numa área de baixa pressão remanescente em 2 de Novembro assim que o sistema continuava a se deslocar para oeste.

### Tempestade ciclônica extremamente severa Sidr
Uma perturbação tropical formou-se perto das Ilhas Andaman em 9 de Novembro. O sistema gradualmente ficou mais bem organizado assim que passou ao sul das ilhas. Logo depois, o sistema foi classificado como a depressão BOB 09/2007 pelo Departamento Meteorológico da Índia (DMI) no começo da madrugada de 11 de Novembro. Ao mesmo tempo, o Joint Typhoon Warning Center (JTWC) classificou o sistema como o ciclone tropical 06B. Depois, A depressão se fortaleceu, tornando-se uma depressão profunda assim que se deslocava lentamente para noroeste. O DMI classificou a depressão profunda como uma tempestade ciclônica "Sidr" no começo da madrugada de 12 de Novembro. Então, o sistema começou a se fortalecer rapidamente assim que se deslocava lentamente para noroeste e o DMI classificou novamente o sistema, agora como uma tempestade ciclônica intensa Sidr. Na madrugada do dia seguinte, o DMI classificou Sidr como uma tempestade ciclônica muito intensa.
Assim que o ciclone Sidr tinha se intensificado para um ciclone equivalente a um furacão de categoria 4 na Escala de Furacões de Saffir-Simpson em 14 de Novembro, milhares de postos de emergência foram ativados no leste da Índia e em Bangladesh em prevenção à chegada da tempestade. Em áreas baixas e várzeas, ocorreram massivas evacuações. Os abrigos das regiões tinham a capacidade de abrigar apenas 500.000 pessoas, sendo que na região, mais de 10 milhões de pessoas das áreas costeiras precisariam utilizá-los. O DMI também emitiu um alerta de ciclone para Orissa e para Bengala Ocidental em 14 de Novembro. Na manhã de 15 de Novembro, o ciclone alcançou o seu pico de intensidade, com ventos máximos constantes de 215 km/h, de acordo com o DMI, ou de 260 km/h, de acordo com o JTWC. Sidr atingiu a costa de Bangladesh por volta das 17:00 UTC do mesmo dia, com ventos constantes de 215 km/h. Sidr causou a morte de pelo menos 3.400 em Bangladesh. Assim que atingiu a costa de Bangladesh, Sidr enfraqueceu-se rapidamente e os últimos avisos sobre o ciclone foram emitidos na madrugada de 16 de Novembro. O nome Sidr foi dado por Omã e refere-se a uma árvore pertencente à família Ziziphus, em árabe.

## Efeitos sazonais
Esta é uma tabela das tempestades em 2007 e seus landfalls. A tabela não inclui tempestades que não atingiram a terra, que é definida como o centro da tempestade se movendo sobre uma massa de terra. As mortes entre parênteses são adicionais e indiretas (um exemplo de morte indireta seria um acidente de trânsito), mas ainda estão relacionadas a tempestades.  Danos e mortes incluem totais enquanto a tempestade era extratropical ou uma onda ou baixa:
| BOB 01                | 1 de maio – 5                 | Depressão                                | 45 km/h (30 mph)   | 998 hPa (29.47 inHg)  | Tailândia, Myanmar                       | $ 500000              | Não divulgado |               |
| Akash                 | 13 de maio – 15               | Tempestade ciclônica                     | 85km/h (50 mph)    | 990 hPa (29.24 inHg)  | Bangladesh, Myanmar, Índia               | $ 982000000           | 14            |               |
| Gonu                  | 1 de junho – 7                | Super-tempestade ciclônica               | 240 km/h (150 mph) | 920 hPa (27.17 inHg)  | Omã, Irã                                 | $ 4400000000          | 78            |               |
| Yemyin                | 21 de junho – 26              | Tempestade ciclônica                     | 65 km/h (40 mph)   | 986 hPa (29.12 inHg)  | Índia, Paquistão, Afeganistão            | $ 2100000000          | 983           |               |
| BOB 04                | 28 de junho – 30              | Depressão profunda                       | 55 km/h (35 mph)   | 989 hPa (29.18 inHg)  | Índia                                    |                       | 57            | Não divulgado |
| BOB 05                | 4 de julho – 9                | Depressão profunda                       | 55 km/h (35 mph)   | 988 hPa (29.17 inHg)  | Bangladesh                               |                       | 16            |               |
| BOB 06                | 5 de agosto – 7               | Depressão profunda                       | 55 km/h (35 mph)   | 984 hPa (29.06 inHg)  | India                                    |                       | 24            |               |
| BOB 07                | 21 de setembro – 24           | Depressão                                | 45 km/h (30 mph)   | 990 hPa (29.24 inHg)  | Índia                                    |                       | 75            |               |
| BOB 08                | 27 de outubro – 29            | Depressão                                | 45 km/h (30 mph)   | 1004 hPa (29.65 inHg) | Índia                                    |                       | 34            |               |
| ARB 02                | 27 de outubro – 2 de novembro | Depressão profunda                       | 55 km/h (35 mph)   | 1000 hPa (29.53 inHg) | Somália                                  | Não divulgado         | Não divulgado |               |
| Sidr                  | 11 de novembro – 16           | Tempestade ciclônica extremamente severa | 215 km/h (130 mph) | 944 hPa (27.88 inHg)  | Bangladesh, Baía de Bengal, Índia, China | $ 2212260464          | ~15,000       |               |
| Agregado da temporada |                               |                                          |                    |                       |                                          |                       |               |               |
| 31 sistemas           | 1 de maio – 16 de novembro    |                                          | 240 km/h (155 kn)  | 920 hPa               |                                          | > $96,925 mil milhões | ≥ 16 248      |               |

## Cronologia
O gráfico abaixo mostra de forma clara a duração e a intensidade de cada ciclone tropical:

## Energia ciclônica acumulada
| 1             | 20,765 | Sidr   | 4 | 2,326 | ARB 02 |
| 2             | 17,521 | Gonu   | 5 | 1,660 | Akash  |
| 3             | 2,989  | Yemyin | 6 | 0,768 | BOB 04 |
| Total: 46,029 |        |        |   |       |        |

A tabela a direita mostra a Energia ciclônica acumulada (ECA) para cada ciclone tropical formado durante a temporada. O ECA é, de forma abrangente, uma energia medida da tempestade multiplicada pelo tempo em que a mesma existiu. Quanto mais tempo dura e quanto mais forte a tempestade, a mesma terá uma ECA maior. A ECA somente é calculada para aqueles sistemas que alcancem força de tempestade tropical, ou seja, sistemas cujos ventos alcancem 63 km/h ou mais. Os sistemas BOB 05, BOB 06, BOB 07 e BOB 08 não foram incluídos nos cálculos.

## Nomes das tempestades
Para a bacia do Oceano Índico norte, há uma lista predefinida para dar nome a tempestades que se formam na região. Uma tempestade é nomeada apenas quando atinge a força de uma tempestade ciclônica, segundo o método de classificação do Departamento Meteorológico da Índia (DMI). A lista é seqüencial, ou seja, não há uma lista definida para uma temporada. Os nomes são usados em seqüência e depois descartados.
| Índia    | Akash  |
| Maldivas | Gonu   |
| Mianmar  | Yemyin |
| Omã      | Sidr   |